# Patelloida ryukyuensis
Patelloida ryukyuensis is een slakkensoort uit de familie van de Lottiidae. De wetenschappelijke naam van de soort is voor het eerst geldig gepubliceerd in 2005 door Nakano & Ozawa.